# Marjo Matikainen-Kallström
Marjo Matikainen-Kallström o Marjo Matikainen (Lohja, Finlàndia, 3 de febrer de 1965) és una esquiadora de fons, ja retirada, i política finlandesa.

## Carrera esportiva
Va participar en els Jocs Olímpics d'Hivern de 1984 realitzats a Sarajevo (Iugoslàvia), on va guanyar la medalla de plata en la prova de relleus 4x5 quilòmetres, a més de finalitzar 22a en la prova dels 5 quilòmetres. En els Jocs Olímpics d'Hivern de 1988 realitzats a Calgary (Canadà) va guanyar la medalla de bronze en la prova dels 10 km i en la prova de relleus 4x5 km, a més de guanyar la medalla d'or en la prova dels 5 quilòmetres.
Al llarg de la seva carrera va guanyar vuit medalles en el Campionat del Món d'esquí nòrdic, destacant les medalles d'or obtingudes en la prova dels 5 km. (1987), 15 km. (1989) i relleus 4x5 quilòmetres (1989).

## Carrera política
Membre del Partit de la Coalició Nacional, entre 1996 i 2004 fou eurodiputada al Parlament Europeu i des d'aquell any i fins al 2014 fou membre del Parlament de Finlàndia.